# Marthe Alycia
Marthe Juliette Rosette, dite Marthe Alycia (19 juillet 1903, Buenos Aires, Argentine - 31 mai 1994 , Saint-Raphaël, Var, France), est une actrice de cinéma et de théâtre.

## Biographie
Marthe Alycia a été pensionnaire de la Comédie-Française de 1958 à 1970. Elle était l'épouse du comédien Henri Guisol.

## Filmographie
- 1939 : La Loi du nord de Jacques Feyder : une dame au procès
- 1956 : Bébés à gogo de Paul Mesnier
- 1957 : Les Collégiennes d'André Hunebelle
- 1968 : Vingt-quatre heures de la vie d'une femme de Dominique Delouche : Madame Di Stefano
- 1968 : Sous le signe du taureau de Gilles Grangier : Mme Laprade Mère
- 1970 : Au théâtre ce soir : Un fil à la patte de Georges Feydeau, mise en scène Jacques Charon, réalisation Pierre Sabbagh, théâtre Marigny, spectacle de la Comédie-Française : la baronne
- 1971 : Au théâtre ce soir : La Voyante d'André Roussin, mise en scène de l'auteur, réalisation Pierre Sabbagh, théâtre Marigny : Yerma, la voyante
- 1972 : Schulmeister, l'espion de l'empereur (série télévisée), épisode Les Lys blancs : la marquise
- 1972 : épisode Le comte de Lavalette de la série Les Évasions célèbres : Princesse de Vaudremont

## Théâtre
- 1931 : Le Sauvage de Tristan Bernard, mise en scène Henri Burguet, théâtre Albert 1er
- 1942 : Les Inséparables de Germaine Lefrancq, mise en scène Jacques Baumer, théâtre de Paris
- 1946 : Le Bal des pompiers de Jean Nohain, mise en scène Pierre-Louis, théâtre des Célestins
- 1947 : L'Apollon de Marsac de Jean Giraudoux, mise en scène, Louis Jouvet, théâtre de l'Athénée
- 1949 : Quadrille de Sacha Guitry, théâtre des Célestins
- 1953 : Le Chemin de crête de Gabriel Marcel, mise en scène Paul Annet-Badel, théâtre du Vieux-Colombier
- 1955 : Isabelle et le pélican de Marcel Franck, mise en scène Marc Camoletti, théâtre Édouard VII
- 1962 : La Troupe du Roy, Hommage à Molière, mise en scène Paul-Émile Deiber, Comédie-Française
- 1963 : La Foire aux sentiments de Roger Ferdinand, mise en scène Raymond Gérôme, Comédie-Française
- 1968 : Le Joueur de Jean-François Regnard, mise en scène Jean Piat, Comédie-Française
- 1968 : Ruy Blas de Victor Hugo, mise en scène Raymond Rouleau, Comédie-Française
- 1969 : Les Italiens à Paris de Charles Charras et André Gille d'après Évariste Gherardi, mise en scène Jean Le Poulain, Comédie-Française